# Parkston
Parkston é uma cidade localizada no estado norte-americano de Dakota do Sul, no Condado de Hutchinson.

## Demografia
Segundo o censo norte-americano de 2000, a sua população era de 1674 habitantes.
Em 2006, foi estimada uma população de 1526, um decréscimo de 148 (-8.8%).

## Geografia
De acordo com o United States Census Bureau tem uma área de
2,4 km², dos quais 2,4 km² cobertos por terra e 0,0 km² cobertos por água. Parkston localiza-se a aproximadamente 419 m acima do nível do mar.

## Localidades na vizinhança
O diagrama seguinte representa as localidades num raio de 20 km ao redor de Parkston.